# Parastrangalis puliensis
Parastrangalis puliensis är en skalbaggsart som först beskrevs av Hayashi 1976.  Parastrangalis puliensis ingår i släktet Parastrangalis och familjen långhorningar.
Artens utbredningsområde är Taiwan. Inga underarter finns listade i Catalogue of Life.